# او۳ تاپ ۴۰ اتریش
او۳ تاپ ۴۰ اتریش (به انگلیسی: Ö3 Austria Top 40) جدول رسمی تک‌آهنگ‌های اتریش است، همچنین به عنوان نمایش رادیویی جمعه‌ها پخش می‌شود.